# 人類聯盟合唱團
人類聯盟合唱團是一支英国合成流行乐队，1977年成立于謝菲爾德。该乐队最初是一支实验性电子乐队，于1979年与维珍唱片公司签约，重组阵容后，于1981年凭借第三张专辑Dare获得了广泛的商业成功。该专辑包含四首热门单曲，包括在英國和美国排名第一的热门单曲你不要我了嗎。该乐队于1982年荣获全英音乐奖最佳英国突破表演奖。在整个80年代和90年代，樂隊又推出了更多热门歌曲，包括Mirror Man、(Keep Feeling) Fascination、The Lebanon、Human（第二首美国排名第一的歌曲）和Tell Me When。